# تاج هينغ أو
تاج هينغ أو (بالإنجليزية: Heng-O Corona)‏، تضاريس تاجية موجودة على سطح كوكب الزهرة عند خط طول °355 شرقًا ودائرة عرض °2 شمالًا تمت تسميته نسبةً إلى إلهة القمر الصينية (هينغ-أو) تعرف أيضًا باسم (تشانغ-إي).

## جيولوجيا
يصل قطر التاج إلى 1,060 كيلومتر (660 ميل) مما يجعله ثاني أكبر تاج على كوكب الزهرة، ويقع إلى الشرق من سهل غوينيفير [الإنجليزية]، كما توجد داخل حدوده عدة فوهات صدمية وتكسرات معقدة موجهة إلى إتجاه الشمال والشمال الغربي من التاج.

## طالع أيضًا
- تاج زيسا
- تضاريس تاجية (فلك)
- موناليزا (فوهة صدمية)
- ماريكو (فوهة صدمية)
- ألكوت (فوهة صدمية)